# Birgit Stenberg
Birgit Stenberg, född Schöldberg den 30 juni 1916 i Kopparberg, död 23 juni 2012 på Lidingö, var en svensk opera- och konsertsångare (mezzosopran) och sångpedagog.
Stenberg studerade för Julia Clausen, Joseph Hislop och Dagmar Gustafson. Hon var verksam som professor vid Kungliga Musikhögskolan i Stockholm. Bland hennes elever märks Britt Marie Aruhn, Christina Högman, Annika Skoglund, Fredrik Zetterström, Anne Sofie von Otter, Charlotta Larsson, Mikael Samuelson och Kristina Hammarström.
Hon gifte sig 1939 med löjtnant Hans Stenberg.
Stenberg är begravd i Axel Ludvig Stenbergs familjegrav på Norra Begravningsplatsen i Solna.

## Priser och utmärkelser
- 1986 – Medaljen för tonkonstens främjande

## Diskografi
- 1950 – Ett barn är fött på denna dag [2]
- 1956 – Matteuspassionen (inspelning från Engelbrektskyrkan 1956)
- 1979 – Porgy and Bess [3]

## Filmografi
- Birgit Stenberg på Svensk Filmdatabas